# Oberklasse Südbaden 1945/46
Die Oberklasse Südbaden 1945/46 war die erste Spielzeit der höchsten Amateurklasse im Fußball in Südbaden nach dem Zweiten Weltkrieg. Sie begann im Februar 1946 und wurde in zwei Staffeln ausgetragen.
Die beiden Staffelsieger Fortuna Rastatt und VfL Konstanz trugen das Endspiel um die südbadische Meisterschaft aus, das Fortuna Rastatt am 14. Juli 1946 in Freiburg im Breisgau mit 5:0 gewann. Neben den beiden Staffelsiegern stiegen auch der VfL Freiburg und die SpVgg Offenburg in die neugegründete Oberliga Südwest auf, die bis 1950 auch Südbaden abdeckte.
Der südbadische Meister Fortuna Rastatt spielte in Hin- und Rückspiel gegen Meister der Oberliga Saar-Pfalz-Hessen um die Meisterschaft der Französischen Besatzungszone, wobei Rastatt dem 1. FC Saarbrücken mit 0:5 und 4:4 unterlag.

## Abschlusstabellen

### Staffel West
| Pl. | Verein                   | Sp. | Tore  | Punkte |
| --- | ------------------------ | --- | ----- | ------ |
| 01. | Fortuna Rastatt          | 16  | 51:26 | 26:60  |
| 02. | Fortuna Freiburg         | 16  | 72:15 | 26:60  |
| 03. | VfL Freiburg             | 16  | 44:26 | 22:10  |
| 04. | Sportfreunde Lahr        | 16  | 36:29 | 17:15  |
| 05. | SpVgg Offenburg          | 16  | 33:31 | 14:18  |
| 06. | SVgg Emmendingen         | 16  | 26:37 | 12:20  |
| 07. | ASV Freiburg             | 16  | 33:67 | 12:20  |
| 08. | Stadtauswahl Baden-Baden | 16  | 30:51 | 08:24  |
| 09. | FC Blau-Weiß Freiburg    | 16  | 21:64 | 07:25  |

### Staffel Ost
| Pl. | Verein               | Sp. | Tore  | Punkte |
| --- | -------------------- | --- | ----- | ------ |
| 01. | VfL Konstanz         | 14  | 60:15 | 22:60  |
| 02. | ASV Villingen        | 14  | 60:15 | 21:70  |
| 03. | SVgg Radolfzell      | 14  | 35:23 | 19:90  |
| 04. | Eintracht Singen     | 14  | 37:29 | 17:11  |
| 05. | SpVgg Donaueschingen | 14  | 24:28 | 15:13  |
| 06. | SVgg Gottmadingen    | 14  | 13:44 | 07:21  |
| 07. | SpVgg Rielasingen    | 14  | 11:53 | 07:21  |
| 08. | VfR Engen            | 14  | 13:46 | 04:24  |